# Gesellschaft für Wirtschaftsberatung und Informatik
Die Gesellschaft für Wirtschaftsberatung und Informatik Aktiengesellschaft (GWI AG) entwickelte und vermarktete Informationstechnologien im stationären Gesundheitswesen. Das Kernprodukt der GWI war das Krankenhausinformationssystem (KIS) ORBIS. Diese Softwareanwendungen von GWI wurden seit 2005 unter dem Dach der Agfa-Gevaert AG, seit 2020 dann von der Firma Dedalus Healthcare Group weitergeführt. 

## Geschichte
Die Firma wurde am 10. März 1990 von den damaligen Studenten Jörg Haas und Rüdiger Wilbert als haas & wilbert OHG, Gesellschaft für Wirtschaftsberatung und Informatik (GWI) in Trier gegründet. Zunächst hatte die Gesellschaft ihren Firmensitz in Trier, ab 1995 in Köln und ab 2000 in Bonn. Entwicklungsstandorte waren ab 1990 Trier und dann kamen 1996–1999 Budapest, 1998 Wien und Graz sowie 2002 Bordeaux hinzu. Marktstandorte waren ab 1995 Köln (ab 2000 Bonn), Osnabrück, Bremen, Hamburg, Berlin, Jena, München, Stuttgart, Paris, Bordeaux, Wien und Zürich.
In den Jahren 1990 bis 1995 entwickelte die GWI administrative und betriebswirtschaftliche Anwendungen für deutsche Krankenhäuser und profitierte von einem sich wandelnden stationären Gesundheitswesen in Deutschland. Die GWI AG entwickelte zunächst automatisierte und regelbasierte Abrechnungssysteme für die stationäre Gesundheitsversorgung in Folge der Veränderungen des Gesundheitsstrukturgesetz 1993 und der Bundespflegesatzverordnung 1996.

### Das Krankenhausinformationssystem ORBIS
Am 1. Januar 1996 erfolgt die Markteinführung des KIS ORBIS bei 12 Krankenhäusern und bis Ende des Jahres konnten die ersten 60 Krankenhäuser gewonnen werden. Ab Mitte der 1990er Jahre wurden ergänzend medizinische und pflegerische Anwendungssysteme entwickelt, die zuletzt in 2005 rund 80 % des Umsatzes ausmachten. Somit wurde die GWI zunehmend zu einem Komplettanbieter von Anwendungssystemen im Krankenhaus.
In den Jahren 1996 bis 2004 setzte die GWI im wachsenden Markt der KIS-Systeme besonders auf Expansion und wurde Marktführer, indem sie das Krankenhausinformationssystem ORBIS durch gezielte Unternehmens- sowie Technologiezukäufe erweiterte und parallel zum starken organischen Wachstum ihre Marktstellung durch die Übernahme von Mitbewerbern ausbaute und deren Kunden auf ORBIS migrierte. In Folge dieser Strategie wuchs die GWI rasant. Bei Markteintritt 1996 betrug der Umsatz gerade einmal DM 1 Mio., 1997 bereits DM >13 Mio., 1998 DM >31 Mio., 2000 dann DM >100 Mio. und 2003 knapp Euro 100 Mio. Die hochprofitable GWI AG beschäftigte zuletzt (2005) über 1.000 Mitarbeiter in Deutschland, Österreich, Schweiz, Benelux und Frankreich und erzielte einen Umsatz in 2004 von rund 118 Mio. Euro. In Deutschland konnte die GWI AG einen Marktanteil bei Krankenhausinformationssystemen von 41 Prozent erreichen und war damit Marktführer in diesem Bereich. Die GWI gehörte damit zu den TOP 10 der Standard-Software-Unternehmen in Deutschland.

### Verkauf an die Agfa-Gevaert AG
Die GWI AG wurde im Jahr 2005 für 352,5 Mio. Euro an die Agfa-Gevaert AG übertragen, um die Internationalisierung durch einen strategischen Investor zu beschleunigen. Die Aktien befanden sich zu diesem Zeitpunkt komplett im Besitz der Firmengründer Haas und Wilbert zu je 30 % und dem Private-Equity-Investor GAP zu 40 % (General Atlantic Partners), deren Deutschlandchef damals Klaus Esser (Ex-Mannesmann-Chef) war.
Der Vorstand und das Executive Board bestand aus den beiden Gründern Jörg Haas (CEO) und Rüdiger Wilbert (CEO), sowie den langjährigen Mitarbeitern Michael Rosbach (CSO), Stephan Müller (COO) und Markus Cramer (CFO). Bis zur Übernahme der GWI AG im Jahre 2005 war Klaus Esser Vorsitzender des Aufsichtsrates.